# Харківська правозахисна група
Харківська правозахисна група (ХПГ) — одна із найстаріших та найактивніших українських правозахисних організацій. Як окрема юридична особа ХПГ була зареєстрована у листопаді 1992 р., хоча вона була відома як правозахисна група Харківського «Меморіалу» ще з 1988 р. Окремі члени групи брали участь у правозахисному русі 60-80-х років, дехто з них був за це засуджений. У 1988—1990 багато в чому завдяки зусиллям членів групи було припинено переслідування громадян за використання національної символіки, за розповсюдження демократичної преси. Група надавала моральну, юридичну та матеріальну допомогу особам, засудженим за політичними мотивами.

## Напрямки роботи
- допомога особам, чиї права порушені, громадські розслідування фактів порушення прав людини
- правове просвітництво, пропаганда правозахисних ідей через публічні заходи і видавничу діяльність
- аналіз стану з правами людини в Україні (насамперед громадянськими правами і свободами)

## Основні види діяльності
- Захист осіб, чиї права порушені органами влади або посадовими особами (з 1988 р.)
- Створення інформаційної мережі правозахисних організацій (з 1992 р.)
- Підготовка і видання історико-меморіальної серії, присвяченої опору тоталітарному режиму СРСР (з 1992 р.)
- Пропаганда прав людини, розповсюдження інформації і знань про права людини серед органів державної влади та місцевого самоврядування, недержавних організацій та окремих зацікавлених осіб (з 1993 р.)
- Викладання прав людини для різних соціальних і професійних груп (з 1993 р.)
- Підтримка громадської приймальні та бібліотеки з відкритим доступом (з 1995 р.)
- Аналіз стану з правами людини в Україні (з 1995 р.)
- Проведення щорічного Всеукраїнського конкурсу учнівських і студентських робіт на найкраще есе з прав людини (разом з Міжнародним товариством прав людини, з 1996 р.)
- Моніторинг і захист свободи вираження поглядів і приватності (з 1996 р.)
- Моніторинг і захист права на свободу від катувань та жорстокого поводження (з 1996 р.)
- Моніторинг діяльності Служби безпеки в умовах конституційної демократії (з 1996 р.)
- Дослідження з історії дисидентського руху в Україні. Створення біографічного словника дисидентів та списку осіб, репресованих за політичними мотивами у 1953—1988 р. (з 1996 р.)[2]
- Створення та підтримка інформаційного ресурсу «Права людини в Україні» (з 2000 р.)
- Дослідження проблеми дискримінації і нерівності в Україні по ознаках раси, кольору шкіри, етнічної належності, релігії, мови (з 2002 р.)

## Нещодавні проєкти
- Створення віртуальної бібліотеки з прав людини в Україні (грудень 2006 р. — червень 2007 р.)[3]
- Створення національної системи запобігання катуванням та поганому поводженню в Україні (листопад 2006 р. — січень 2008 р.)
- Моніторинг, захист та підготовка регіонального звіту з прав людини та національного звіту з прав людини «Права людини в Україні — 2006» (липень 2006 р. — червень 2007 р.)[4]
- Аналіз проблеми переповненості в СИЗО (січень 2006 р. — лютий 2007 р.)
- Моніторинг, захист та підготовка регіонального звіту з прав людини та національного звіту з прав людини «Права людини в Україні — 2005» (липень 2005 р. — червень 2006 р.)[5]
- Правовий та громадський моніторинг кампанії з виборів президенту на Сході і Півдні України та захист прав виборців під час третього туру виборів (грудень 2004 р. — травень 2005 р.)
- Моніторинг, захист та підготовка регіонального звіту з прав людини та національного звіту з прав людини «Права людини в Україні — 2004» (червень 2004 р. — квітень 2005 р.)[6]
- Забезпечення прав людини (лютий 2005 р. — січень 2008 р.)
- Створення механізмів співпраці правозахисних організацій (серпень 2003 р. — липень 2004 р.)
- Кампанія проти катувань та жорстокого поводження в Україні (липень 2003 р. — липень 2006 р.)

## Видання ХПГ
- Історія правозахисного руху та політичних репресій
- Спеціальні випуски бюлетеня ПРАВА ЛЮДИНИ
- Окремі видання

## Міжнародні та закордонні партнери
- Міжнародна амністія
- Г'юман Райтс Вотч
- Асоціація по запобіганню катуванням
- Комітет ООН проти катувань[7]
- Європейській комітет по запобіганню катуванням та жорстокого поводження
- Московська Гельсінська група[8]
- Міжнародне товариство «Меморіал»[9]
- Російський інститут прав людини

## Нагороди
- Премія ЄС/США «За демократію і громадянське суспільство» (1998)